# Tweede Slag bij Sabine Pass
De Tweede Slag bij Sabine Pass vond plaats op 8 september 1863 bij Sabine Pass, Texas tijdens de Amerikaanse Burgeroorlog. Een Noordelijk invasiemacht wordt verslagen. De Zuidelijken hebben geen slachtoffers te betreuren.

## Achtergrond
Tijdens de zomer van 1863 werd de president van Mexico, Benito Juárez, van de macht verdreven en vervangen door keizer Maximiliaan van Mexico. De keizer dankte zijn macht aan de steun van Frankrijk. Dit land steunde impliciet de Geconfedereerde Staten van Amerika maar had nog nooit een openlijke actie ondernomen om dit te onderstrepen. Nu er een Frans gesteunde regering in Mexico aan de macht was, hoopten de Zuidelijken om via deze weg de broodnodige wapens, voedsel en voorraden te bemachtigen om de strijd verder te kunnen zetten.
De Noordelijke president Abraham Lincoln was zich bewust van de Zuidelijke intenties. Daarom stuurde hij een expeditie naar Texas om Maximiliaan te waarschuwen geen handelsbetrekkingen te beginnen met het Zuiden. De Noordelijke strijdmacht werd aangevoerd door generaal-majoor Nathaniel P. Banks. Dit was voornamelijk een politieke benoeming voor een generaal. Banks’ eerste plan bestond uit een gecombineerde Marine- en legerexpeditie die via de Mississippi en de Red River zou oprukken. Door de lage waterstand slaagden de kanonneerboten er niet in de Red River te bevaren. Daarom zou de expeditie via de Sabine oprukken. Eerst moest Sabine City en het Zuidelijke Fort Griffin ingenomen worden door zijn ondergeschikte generaal-majoor William B. Franklin. Het detachement in het fort bestond uit 46 infanteristen van het 1st Texas Heavy Artillery en 6 kanonnen bemand door Jeff Davis Guards. Deze eenheid werd aangevoerd door luitenant Richard W. Dowling. De Noordelijken gingen ervan uit dat het fort zeer snel zou ingenomen worden.

## De slag
Op 8 september 1863 voer kapitein Frederick Crocker met vier kanonneerboten en 18 transportschepen de Sabine op. Er waren 5.000 soldaten aan boord. De zuidelijken hadden palen in de rivier gestoken die dienstdeden als bakens. Toen het Noordelijke konvooi de rivier opvoer kon het garnizoen het vuur met dodelijke precisie openen. De Noordelijken trokken zich terug. Ze hadden twee kanonneerboten en 200 soldaten verloren. Tot ieders verbazing hadden de Zuidelijken geen slachtoffers te betreuren.
De slag had weinig strategische of tactische gevolgen. De bevoorradingslijnen vanuit Mexico naar Texas werden nooit geopend. De enige manier voor de Zuidelijke staten om waardevolle goederen te importeren was zoals vanouds met schepen die de Noordelijke blokkade probeerden te omzeilen.